# 关西针灸短期大学
关西鍼灸短期大学（日语：／ kansai Shinkyū Tanki Daigaku *）是过去一所位于日本大阪府泉南郡熊取町的私立短期大学。

## 概要

### 简介
- 学校最早可以追溯到1957年即专科学校的创立[注 2]。短期大学为于1985年开办、由学校法人关西医疗学园经营。招収男女学生到2002年、停办于2006年[1][2]。

### 历史
- 1985年 关西鍼灸短期大学成立并同时设置鍼灸学科。
- 1998年 鍼灸学专攻成立于专科[2]。
- 2002年 最后一年招生、次年停止招生（正式停办于2006年9月12日[1]）。

## 学校环境
- 校区：在了大阪府泉南郡熊取町[注 1]

## 历任校长
- 川俣顺一：第一代短期大学校长[3]。

## 组织

### 学科
- 鍼灸学科

### 专科
| - 鍼灸学专攻 |

### 业余课程
| - 没有 |

## 知名校友
- 饭冢朋子：竞轮赛选手

## 相关链接
- 日本短期大学列表